# Aldo Schiappacasse
Aldo Rómulo Alejandro Schiappacasse Cambiaso  (pronunciado /skiapaˈkase/; Santiago, 31 de enero de 1961) es un presentador de televisión y comentarista deportivo chileno que actualmente trabaja en Chilevisión, TNT Sports Chile y la Radio ADN.

## Biografía
Aldo Schiappacasse estudió en la Escuela de Periodismo de la Universidad de Chile.
Fue subdirector de la revista Cine-Grama de Holanda Comunicaciones. Participó en la redacción de las revistas deportivas Foto Sport, Deporte Total, Minuto 90 y Triunfo.
Entre 1994 y 1997 formó parte del programa Zoom deportivo de Televisión Nacional de Chile.
En 2001 ganó el Premio Nacional de Periodismo Deportivo. Ese año se incorporó a Meganoticias, pero solo estuvo seis meses ya que renunció al protagonizar una discusión en pantalla con Mauricio Israel. En seguida, fichó con Canal 13 para conducir junto a Fernando Paulsen e Iván Valenzuela el programa El Triciclo, donde sufrió la censura de una entrevista al fallecido comentarista de espectáculos Ítalo Passalacqua lo que lo hizo renunciar a cinco meses de su llegada.
En marzo de 2002 Schippacasse llegó a Chilevisión como comentarista deportivo del noticiero central y panelista del programa de opinión Tolerancia cero, además de conducir el estelar de conversación La última tentación (2003-2004).
Tuvo una aparición pequeña en la película chilena Mujeres infieles (2004), donde hizo un cameo saliendo en bata desde un motel que se incendia.
En julio de 2005 se sumó al Área Deportiva de Canal 13, donde condujo D13 Goles de Primera mientras el canal tenía la concesión de los goles del campeonato de fútbol chileno (transmitidos por CDF), y comentó deportes en Teletrece y en En boca de todos. También comentó encuentros deportivos con el área deportiva, donde hizo dupla emblemática con Claudio Palma en encuentros de fútbol como el Mundial de Brasil 2014, la Copa América 2015, Copa América Centenario y la Copa Confederaciones 2017.
Trabajó en Radio Cooperativa, donde comentó en el programa deportivo Al aire libre (1995-2013, 2017-2019); ha sido comentarista del Festival de la Canción de Viña del Mar (2000-2010) y fue conductor del programa matinal Entre nueve y una (2006), junto a la periodista Carolina Jiménez. Ese mismo año obtuvo el premio TV Grama al Mejor Comentarista Deportivo. Ha trabajado como periodista y columnista de periódicos como La Nación y El Mercurio.
Tras el escándalo que afectó a Chiledeportes, el 22 de enero de 2007 la presidenta Michelle Bachelet le ofreció a Schiappacasse hacerse cargo de este organismo, luego de la salida de Catalina Depassier, oferta que rechazó de plano debido a la resistencia de algunos sectores y al miedo de ser públicamente cuestionado por la ciudadanía.
En 2008 condujo su propio programa de conversación deportiva en Canal 13, llamado En la barra con Aldo. Dos años más tarde, tuvo su propio late show, A tu día le falta Aldo.
En 2018 condujo Ellos la hicieron junto a Pancho Saavedra. Dejó Canal 13 en julio de 2018.
En agosto de 2018, se anunció su regreso a Chilevisión manteniendo la dupla con Claudio Palma, quien también se emigró al canal. También se sumó al equipo del CDF (posteriormente, TNT Sports) ya que ambos canales son propiedad de WarnerMedia.
También se ha desempeñado como profesor en varias facultades de periodismo, entre ellas, las de la Universidad de Chile, de la Universidad Adolfo Ibáñez y también de la Universidad Alberto Hurtado.[cita requerida]

## Vida personal
Estuvo casado con Inge Buckendahl, con quien tuvo dos hijos: Aldo y Franco Schiappacasse Buckendahl. Actualmente[¿cuándo?] está casado con la periodista Paula Molina, quien conduce el programa Lo que queda del día en Radio Cooperativa.

## Controversias

### Censura enEl triciclo
Durante su participación en el programa El triciclo de Canal 13, la dirección de contenidos de la estación católica realizó varios cortes a dos de las tres entrevistas realizadas para el capítulo del 16 de agosto de 2001. La censura no fue comunicada ni al equipo de producción ni a los conductores.
Uno de los más afectados fue Schiappacasse, a quien se le cortaron varias partes de la entrevista que realizó a Eugenia Weinstein, una sicóloga especialista en sexualidad. Esto provocó la molestia del periodista, quien se presentó ante el director ejecutivo del canal, Jaime Bellolio Rodríguez, y presentó su renuncia para el final de la temporada, el último capítulo se emitió el jueves 27 de septiembre, concretándose así su renuncia el lunes 1 de octubre.

### Cirugías y tratamientos para adelgazar
El jueves 18 de marzo de 2004 declaró que no opina sobre temas de gordura, pues «no quiere ser el abanderado de los guatones de este país y que encontraba una miseria andar operándose para bajar de peso». Posteriormente en el programa Más vale tarde reconoció que por indicación médica tuvo que someterse a dos cirugías para adelgazar (Balón gástrico y cirugía bariátrica).

## Premios
| Premio                                                   | Año  |
| -------------------------------------------------------- | ---- |
| Premio Nacional de Periodismo Deportivo                  | 2001 |
| Premio TV Grama al Mejor Comentarista Deportivo          | 2006 |
| Premio a la Trayectoria Periodística de El Gráfico Chile | 2012 |